# Biểu tình của sinh viên Nhật Bản 1968–1969
 Biểu tình của sinh viên Nhật Bản 1968–1969 (大学紛争, daigaku funsō, Hán-Việt: đại học phân tranh hoặc 大学闘争, daigaku tōsō, Hán-Việt: đại học đấu tranh) là một loạt các cuộc biểu tình diễn ra từ năm 1968–1969 ở Nhật Bản, dẫn đến việc đóng cửa nhiều trường đại học trên toàn quốc. Các cuộc biểu tình này là một phần của phong trào biểu tình trên toàn thế giới vào năm 1968, và rộng hơn là phong trào biểu tình vào cuối những năm 1960 của Nhật Bản nói chung, bao gồm biểu tình Anpo năm 1970 và cuộc đấu tranh chống lại việc xây dựng Sân bay quốc tế Narita. Ban đầu sinh viên biểu tình chống lại các vấn đề trong các trường đại học, và sau đó cuối cùng tự thành lập tổ chức Zenkyōtō vào giữa năm 1968. Các cuộc biểu tình đã được giải tán vào năm 1969 theo "Đạo luật về biện pháp tạm thời liên quan đến quản lý đại học".
Các cuộc biểu tình ban đầu được tổ chức để phản đối việc thực tập không lương tại Đại học Y khoa Tōkyō. Các tổ chức sinh viên Cánh tả mới sau đó bắt đầu chiếm các tòa nhà xung quanh khuôn viên trường. Một trường hợp nổi bật khác là các buộc biểu tình bắt nguồn từ Đại học Nihon, bắt đầu từ sự bất bình của sinh viên về cáo buộc tham nhũng trong ban giám đốc trường đại học. Tại Đại học Nihon, các cuộc biểu tình ít bị thúc đẩy bởi ý thức hệ và nhiều hơn bởi chủ nghĩa thực dụng do bản chất truyền thống và bảo thủ ở nơi đây. Phong trào lan sang nhiều trường đại học khác nhau ở Nhật Bản, bạo lực leo thang cả trong khuôn viên nhà trường và trên đường phố. Cuối năm 1968, giai đoạn đỉnh cao của phong trào biểu tình, hàng ngàn sinh viên gây bạo loạn ở ga Shinjuku. Đấu tranh nội bộ giữa phe phái (uchi-geba, 内ゲバ) xảy ra khá phổ biến, tràn lan, khó kiểm soát. Vào tháng 1 năm 1969, cảnh sát bao vây Đại học Tokyo và buộc chấm dứt các cuộc biểu tình, làm bùng cháy lại ngọn lửa biểu tình ở các trường đại học khác, nơi các cuộc biểu tình vẫn tiếp tục diễn ra. Tuy nhiên, với việc ý kiến dư luận đi xuống và cảnh sát gia tăng nỗ lực đàn áp cuộc biểu tình, phong trào biểu tình sinh viên bắt đầu suy yếu. Việc thông qua "Đạo luật về biện pháp tạm thời liên quan đến quản lý đại học" năm 1969 đã thiết lập cơ sở pháp lý cho lực lượng cảnh sát sử dụng vũ lực để giải tán biểu tình, mặc dù một số các nhóm nhỏ Cánh tả mới, chẳng hạn như Hồng quân Thống nhất, vẫn tiếp tục cho đến những năm 1970.
Những người biểu tình lấy cảm hứng từ tác phẩm của các nhà lý luận Mác xít như Karl Marx và Lev Davidovich Trotsky, các nhà triết học hiện sinh người Pháp như Jean-Paul Sartre và Albert Camus, và triết lý của nhà thơ, nhà phê bình Nhật Bản Yoshimoto Takaaki. Quan điểm về "tính tự lập" (jiritsusei) và "tính chủ thể" (shutaisei) của Yoshimoto dựa trên sự chỉ trích của ông về cách diễn giải những ý tưởng này của các trí thức Nhật Bản khác, chẳng hạn như Maruyama Masao, những người Yoshimoto cho là đạo đức giả. Sự tôn sùng đối với shutaisei cuối cùng sẽ dẫn đến sự tan rã của phong trào, khi họ ngày càng tập trung vào "tự phủ định" (jiko hitei) và "tự phê bình" (hansei).
Những cuộc biểu tình đã mở ra một cánh cửa mới cho chủ nghĩa nữ quyền, mở đường cho phong trào Giải phóng Phụ nữ (Ūman Ribu) của Tanaka Mitsu. Trong khi hầu hết đã lắng xuống vào những năm 1970 và nhiều sinh viên tham gia cuộc biểu tình đã tái hòa nhập vào xã hội, sự kiện đã xâm nhập vào lĩnh vực văn hóa, truyền cảm hứng cho nhiều nhà văn như Murakami Haruki và Murakami Ryu. Các yêu cầu chính trị của sinh viên đã khiến cải cách giáo dục trở thành ưu tiên hàng đầu trong chương trình nghị sự của chính phủ Nhật Bản, điều mà nhà nước đã cố gắng giải quyết thông qua các tổ chức như Hội đồng Giáo dục Trung ương. Cuộc biểu tình trở thành chủ đề của các tác phẩm văn hóa đại chúng hiện đại, chẳng hạn như bộ phim Jitsuroku Rengōsekigun Asama-Sansō e no Dōtei năm 2007 sản xuất bởi Kōji Wakamatsu.

## Nguồn gốc của phong trào

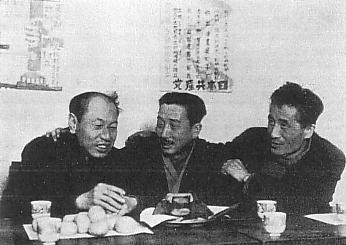
Các nhà lãnh đạo JCP Kyuichi Tokuda, Sanzō Nosaka và Yoshio Shiga (từ trái sang phải) sau khi Chiến tranh thế giới thứ hai kết thúc

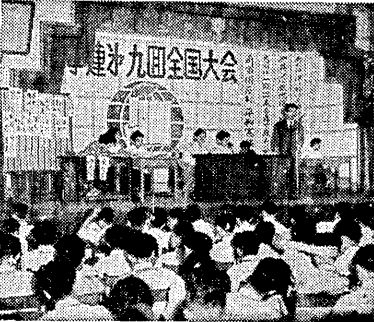
Hội nghị lần thứ 9 Ban Chấp hành Trung ương của Zengakuren (1956)

## Các cuộc xung đột ban đầu

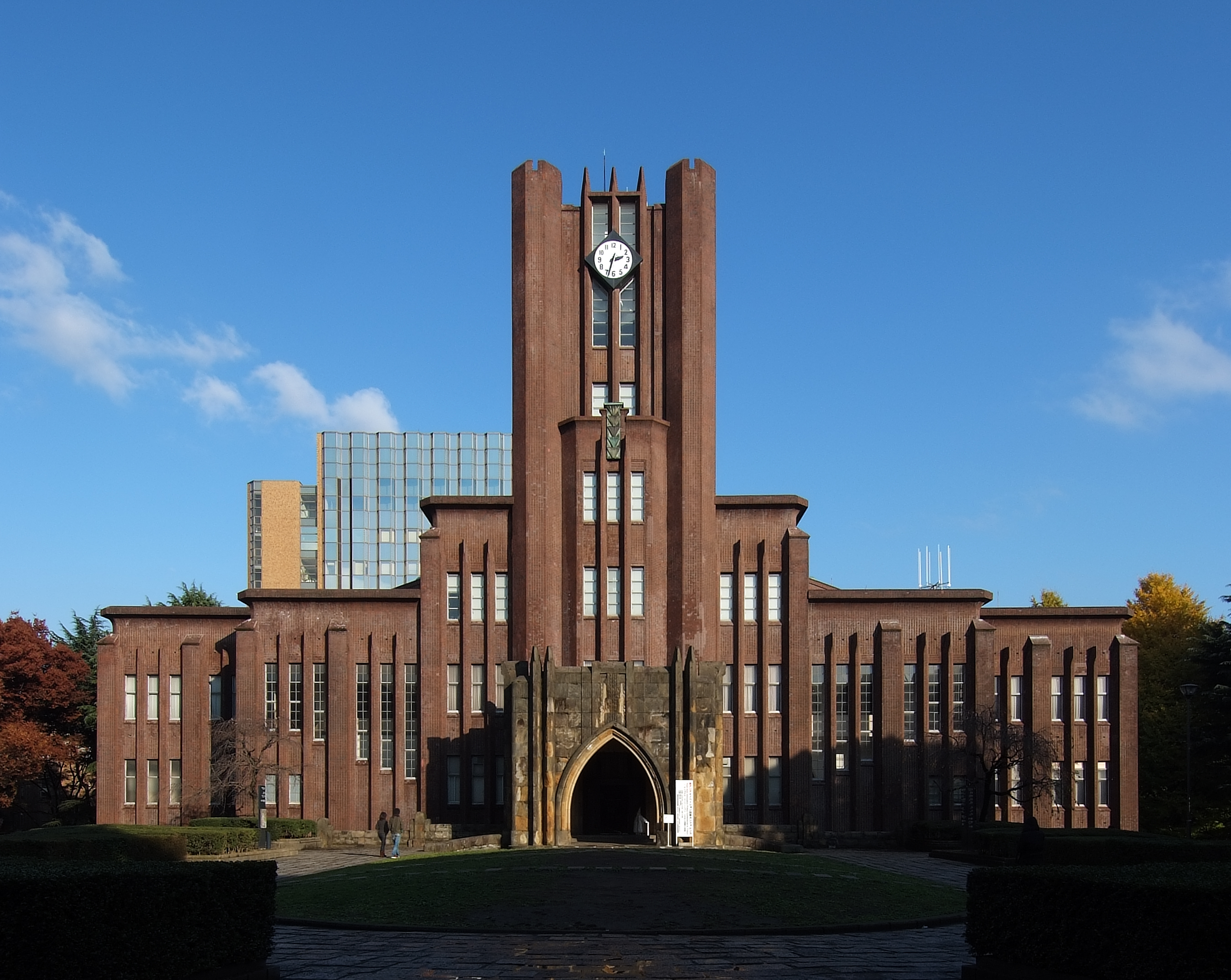
Giảng đường Yasuda, một trong những tòa nhà mang tính biểu tượng nhất của khu Hongō thuộc Đại học Tokyo

## Zenkyōtō và sự lan rộng của phong trào

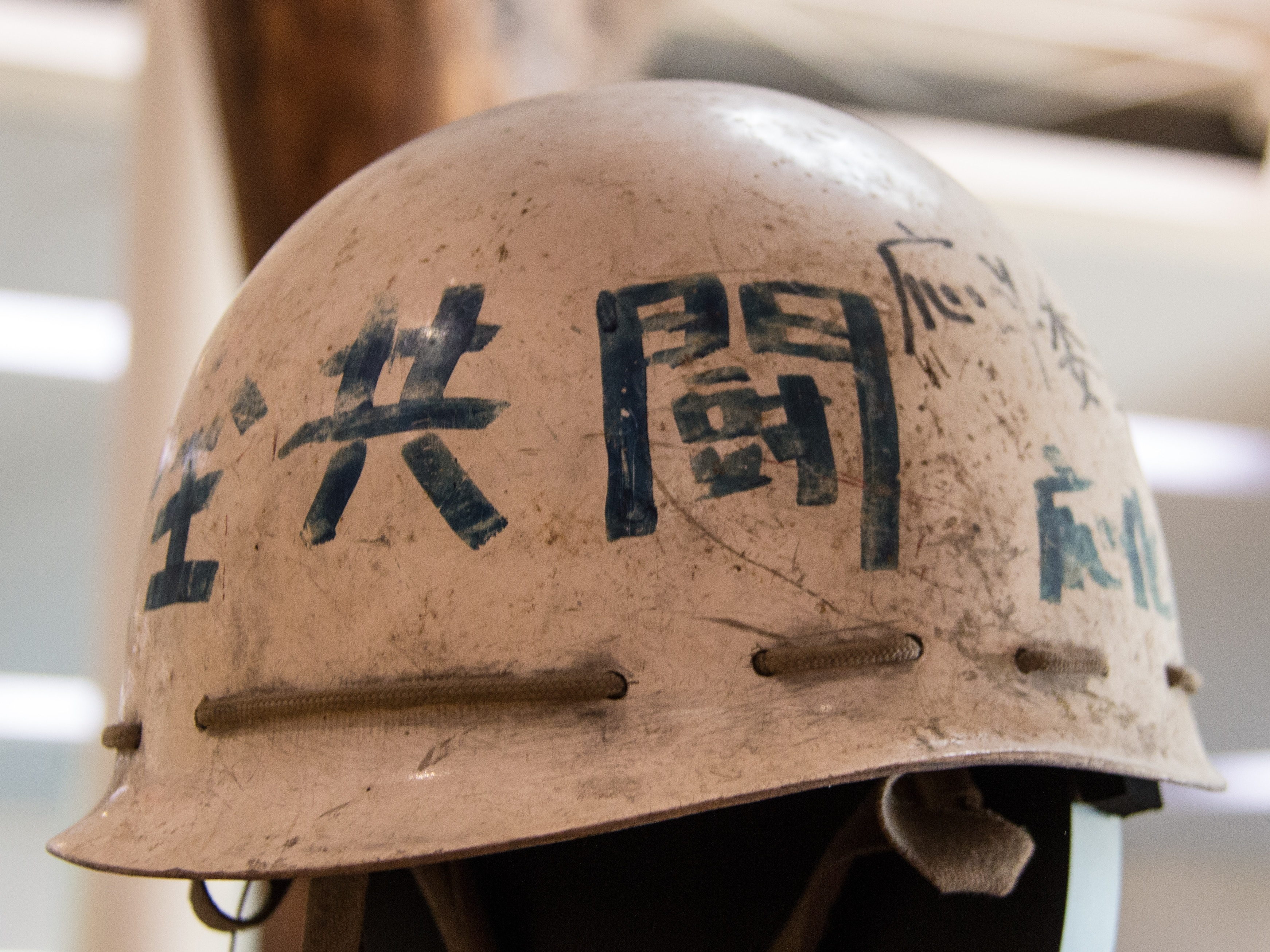
Mũ bảo hiểm có từ Zenkyōtō

## Suy yếu

Sinh viên trèo qua đống bàn ghế xếp chồng lên nhau trong khuôn viên Đại học Tokyo khi ngôi trường này bị chiếm đóng.

Một sĩ quan cảnh sát bắn hơi cay về phía các sinh viên đang chiếm đóng Giảng đường Yasuda.

## Triết lý

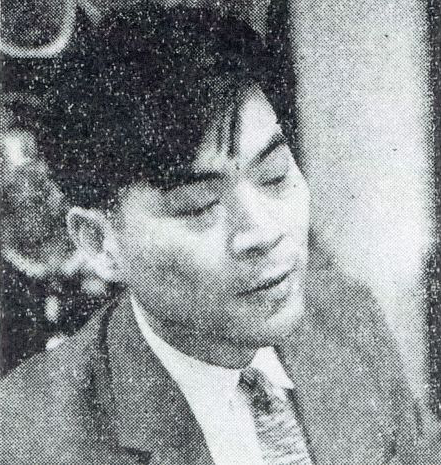
Yoshimoto Takaaki, người đi đầu của phong trào Cánh tả mới